# Mezinárodní organizace novinářů
Mezinárodní organizace novinářů (užívána zkratka MON, francouzsky Organisation internationale des journalistes – OIJ) je mezinárodní organizace sdružující novináře, která byla založena v Kodani a v letech 1947 až 1995 sídlila v Praze. V roce 1995 odňalo Ministerstvo vnitra České republiky organizaci souhlas s umístěním sídla na území České republiky s odůvodněním, že ke vzniku MON došlo v souvislosti s komunistickým režimem; proti tomuto rozhodnutí se organizace bránila, avšak neúspěšně. V současné době má být sídlo ústředí v Lisabonu, jako poslední generální tajemník MON je zmiňován francouzský novinář Gérard Gatinot.